# وكالة سيارات
وكالة السيارات هي نشاط تجاري يبيع سيارات جديدة أو سيارات مستعملة. تُبرم الوكالات عقودًا مع شركات صناعة السيارات لبيع مركباتها. كما تقدم العديد من الوكالات خدمات بيع قطع الغيار وإصلاح السيارات.

## التاريخ
افتُتحت أول وكالة سيارات في الولايات المتحدة عام 1889 على يد فريد كولر في ريدينغ، بنسلفانيا. في البداية، كانت السيارات تُباع مباشرة من قبل الشركات المصنعة أو عبر المتاجر والكُتيبات مثل سيرز.

## وكالات السيارات اليوم
تبيع معظم وكالات السيارات السيارات عبر نموذج الامتياز التجاري، حيث تبيع شركات مستقلة السيارات نيابةً عن الشركات المصنعة. في الولايات المتحدة، تتطلب القوانين المحلية أن تُباع السيارات الجديدة حصريًا من خلال وكلاء مرخصين. تُعتبر تسلا استثناءً؛ فهي تبيع سياراتها مباشرةً للعملاء حيث يُسمح بذلك.
تقع الوكالات عادةً خارج مراكز المدن، حيث توفر مساحات للمعارض وورش الإصلاح ومخازن السيارات. غالبًا ما تأتي الأرباح من خدمات السيارات وبيع السيارات المستعملة أكثر من بيع السيارات الجديدة.

## التنظيمات
في الولايات المتحدة، تحظى وكالات السيارات بحماية قانونية قوية. على سبيل المثال:
- لا يُسمح للشركات المصنعة ببيع السيارات مباشرةً للعملاء.
- هناك قيود على فتح وكالات جديدة بالقرب من الوكالات القائمة.
- يجب تعويض الوكلاء عن أعمال الصيانة بموجب قواعد الدولة.

يجادل بعض الاقتصاديين بأن هذه القوانين ترفع أسعار السيارات على المشترين بينما تفيد الوكالات.

## التوجهات المستقبلية
بدأت شركات تصنيع السيارات مثل أودي ومرسيدس-بنز استخدام المعارض الرقمية والتصاميم الحديثة لجذب العملاء. تتيح هذه المتاجر للمشترين استكشاف السيارات عبر الشاشات وطلبها عبر الإنترنت.